# William Vallance Douglas Hodge

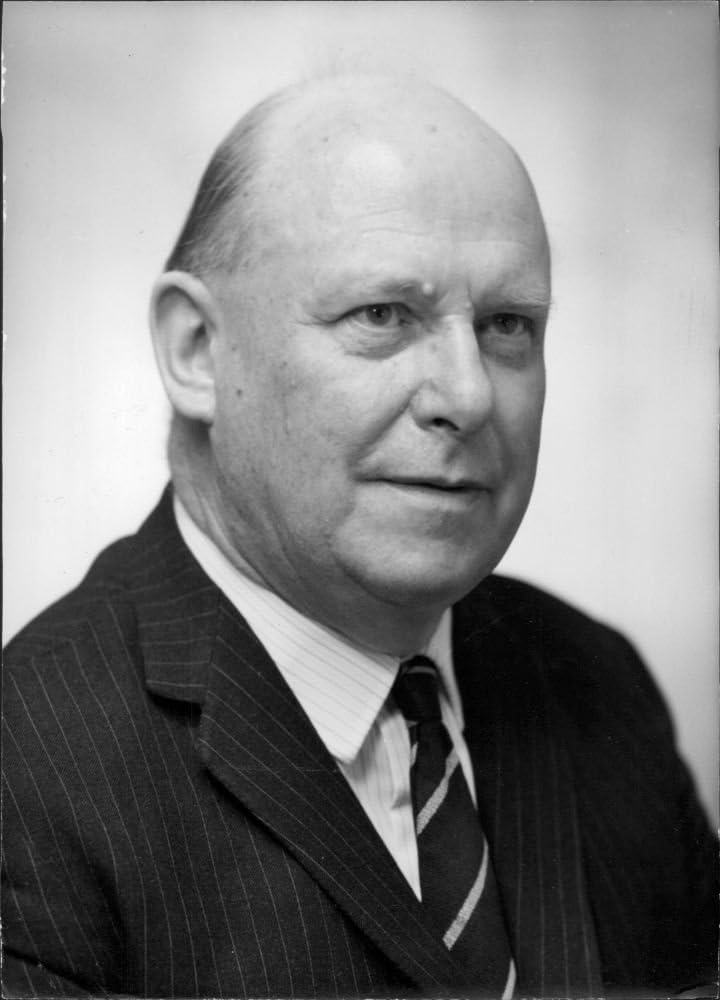
William Vallance Douglas Hodge

William Vallance Douglas Hodge (* 17. Juni 1903 in Edinburgh; † 7. Juli 1975 in Cambridge) war ein britischer Mathematiker.

## Leben
Er war der Sohn von Janet Vallence, Tochter eines Süßwarenhändlers, und Archibald James Hodge, einem Immobilienmakler. Er hatte einen älteren Bruder und eine jüngere Schwester.
Nach der Schulausbildung auf dem George Watson’s College studierte er ab 1920 bei Edmund Taylor Whittaker (1873–1956) in Edinburgh, danach – auf Anraten Whittackers – ab 1923 im St John’s College in Cambridge. 1926 übernahm er einen Lehrauftrag an der Universität Bristol, den er bis 1931 ausfüllte, und dem bis 1932 ein Studienaufenthalt bei Solomon Lefschetz (1884–1972) in Princeton folgte. Von 1933 an arbeitete er in Cambridge als Lektor und ab 1935 als Fellow des Pembroke College, ab 1936 bis 1970 hatte er schließlich die Lowdean Professur für Astronomie und Geometrie inne. 1928 wurde er Mitglied (Fellow) der Royal Society of Edinburgh und 1938 der Royal Society of London sowie 1958 Master des Pembroke College, eine Aufgabe, die er bis zu seiner Emeritierung wahrnahm.
In seiner Zeit in Bristol heiratete er Kathleen Anne Cameron, die Tochter eines Managers der Edinburgher Niederlassung der Oxford University Press. Das Paar hatte einen Sohn und eine Tochter.
Sein Hauptarbeitsgebiet waren die algebraische Geometrie und die Differentialgeometrie. Er entwickelte die Verbindungen zwischen der Geometrie, der Analysis und der Topologie, und brachte einige seiner größten Leistungen in der Theorie der harmonischen Integrale auf algebraischen und riemannsche Mannigfaltigkeiten – zu letzteren beschrieb er den Raum der harmonischen Formen. Er bewies dafür Zerlegungssätze (Zerlegungssatz von Hogde-Kodaira, Hodge-Mannigfaltigkeit) und leitete daraus Summendarstellungen für Betti-Zahlen ab.
1947 schrieb er mit Daniel Pedoe eine vierbändige breit angelegte Darstellung der Algebraischen Geometrie Methods of Algebraic Geometry, in der noch die klassische Theorie dargestellt wurde und die in England die veralteten Principles of Geometry von H.F.Baker ersetzen sollten.
Hodge war einer der Initiatoren des British Mathematical Colloquium und 1952 einer der maßgeblichen Gründer der Internationalen Mathematischen Union und deren Vizepräsident von 1954 bis 1958. 1957 wurde ihm die Royal Medal und 1974 die Copley Medal der Royal Society verliehen. 1950 hielt er einen Plenarvortrag auf dem Internationalen Mathematikerkongress in Cambridge (Massachusetts) (The topological invariants of algebraic varieties). 1958 wurde er in die American Academy of Arts and Sciences, 1959 in die National Academy of Sciences, 1964 in die American Philosophical Society und 1963 zum korrespondierenden Mitglied der Göttinger Akademie der Wissenschaften gewählt.
Mit seiner Arbeit sind folgende Begriffe verbunden:
- Hodge-Ableitung
- Hodge-Algebra
- Hodge-Identitäten
- Hodge-Mannigfaltigkeit
- Hodge-Metrik
- Hodge-Struktur
- Gemischte Hodge-Struktur
- Hodge-Theorem
- Hodge-Theorie
- Hodge-Zerlegung
- Hodge-Stern-Operator
- Zerlegungssatz von Hodge-Kodaira

und nicht zuletzt die Vermutung von Hodge, eines der großen ungelösten Probleme der algebraischen Geometrie.

## Werke
- William H. D. Hodge, Daniel Pedoe: Methods of algebraic geometry. 4 Bde., (Band 1 Algebraic preliminaries, Band 2 Projective space, Band 3 General theory of algebraic varieties in projective space, Band 4 Quadrics and Grassmannian varieties), Reprint 1994 (zuerst 1947), Cambridge University Press
- Hodge: Theorie und Anwendung harmonischer Integrale. Teubner 1958, engl. Theory and applications of harmonic integrals, Cambridge University Press 1989